# Аглиуллина, Клара Ишбулдиновна
Клара Ишбулдиновна Аглиуллина (баш. Клара Ишбулды ҡыҙы Әһлиуллина; род. 5 декабря 1968, Максим Горький, Башкирская АССР) — российская поэтесса, журналистка и автор научных статей на тему региональной энциклопедистики.

## Биография
Клара Аглиуллина родилась в 1968 году в посёлке Максим Горький. В 18-летнем возрасте устроилась на работу школьным учителем. В 1996 году окончила географический факультет Башкирского государственного университета (ныне Уфимский университет науки и технологий). Шестью годами позднее она заняла пост заведующей отделом башкирской литературы и краеведения в Национальной библиотеке имени Валиди, а ещё через два года пополнила штат сотрудников научного учреждения «Башкирская энциклопедия», где Аглиуллина провела восемнадцать лет, одиннадцать из которых (2009—2020), в качестве заместителя директора.
Помимо научной деятельности, Аглиуллина занимается написанием стихов на русском языке и переводом на него стихотворений известных башкирских поэтов, вроде: Кадима Аралбая, Альфии Асадуллиной, Ирека Киньябулатова и др.

## Награды и звания
- Член Союза журналистов Республики Башкортостан[2].
- Член Союза журналистов России (2014)[1].
- Лауреат Государственной премии Республики Башкортостан в области науки и техники (2015)[1].
- Заслуженный работник культуры Республики Башкортостан (2022)[1].

### Научные труды
- Аглиуллина К. И. Исследовательская деятельность АН РБ в области региональной энциклопедистики // Проблемы востоковедения. — 2016. — № 4 (74).
- Аглиуллина К. И. Персональные энциклопедии как жанр современной энциклопедистики // Вопросы энциклопедистики. — 2013. — Вып. 3. — С. 91—97.
- Аглиуллина К. И. Технология подготовки региональных энциклопедий: особенности и основные этапы // Вопросы энциклопедистики. — Уфа, 2014. — Вып. 4. — С. 57.
- Аглиуллина К. И., Гибадуллина Л. Н.. Обзор региональных энциклопедических ресурсов субъектов РФ: к вопросу о региональном контенте Общенационального энциклопедического портала // Современные наукоемкие технологии. — 2020. — № 11—2. — С. 249—253.

### Поэтические сборники
- Аглиуллина К. И. Письмо в пространство. — 2010.
- Аглиуллина К. И. Мне надо, чтоб меня любили…. — Уфа: Башкирская энциклопедия, 2013. — 143 с. — ISBN 978-5-88185-127-9.
- Аглиуллина К. И. Моё время. — 2018.